# Ленино (Пензенский район)
Ле́нино — село в Пензенском районе Пензенской области России. Административный центр
Ленинского сельсовета.

## История
Постановлением ВЦИК от 16 ноября 1920 года село Борисовка переименовано в Ленино.

## Население
| 1864  | 1877 | 1896 | 1910  | 1926  | 1930  | 1939  |
| ----- | ---- | ---- | ----- | ----- | ----- | ----- |
| 235   | ↗307 | ↗509 | ↘380  | ↗813  | ↘783  | ↘605  |
| 1959  | 1970 | 1979 | 1989  | 1996  | 2002  | 2010  |
| ↗1014 | ↘697 | ↘551 | ↗1139 | ↗1258 | ↗1291 | ↗1413 |

## Известные уроженцы
- Калашников, Александр Серафимович (род. 1949) — российский государственный и политический деятель.

## Достопримечательности
В селе установлены памятник Владимиру Ильичу Ленину и памятник в честь погибших во время Великой Отечественной войны.